# 薛暮桥
薛暮桥（1904年10月25日—2005年7月22日），初名與齡，後改雨林，江苏无锡人，中华人民共和国官员、经济学家，中国科学院哲学社会科学学部委员。

## 生平
1904年10月25日，薛暮桥生于无锡县礼社镇。父親是當地鄉紳。1910年，在家塾上學，之後轉到群智小學，最後到東林小學讀書。1918年，考入江苏省立第三师范学校。1924年，父親上吊自殺。因家中喪失經濟支柱辍学到杭州車站考鐵路練習生，学会计。後被派到新龍華站、筧橋站做站長助理，經歷江浙戰爭和北伐。1926年底，經陳志一介紹進入中華全國鐵路總工會，組織工人支持北伐。1927年2月17日，北伐軍進入杭州，和胡公冕、陳志一、沈干城等人一起籌組沪杭甬铁路工會。3月1日，被吸收加入中国共产党。29日，沈干城任工會委員長，薛暮橋任工會组织部长，丁繼增任宣傳部長。4月11日，杭州清黨。6月，被捕入狱。
1930年12月3日，保釋出獄。遇到了经济学家陈翰笙。陈翰笙注重田野调查。1930年代初，薛暮桥参加了中国农村经济问题调查。经一个月调查，薛暮桥发表了首篇经济学调查报告《江南农村衰落的一个缩影》，以家乡礼社镇的薛姓家族经济状况演变为线索，研究中国农村封建经济问题；不久，此文被翻译到日本。
1931年之后，薛暮桥历任南京民众教育馆《民众周报》编辑、中国农村经济研究会理事、《中国农村》月刊第一任主编。《中国农村》月刊刊登了大量调查报告及论文，批评了农村改良主义，论证土地制度变革的必要性。1935年5月5日，薛暮桥和罗琼在上海结婚。1935年9月，参加筹办新知书店。1935年秋冬之际，根据中国共产党的《八一宣言》、《十二月决议》精神，在《中国农村》月刊上发文号召全中国的乡村工作者共赴国难。1935年12月，参与发起成立上海文化界救国会。中国抗日战争时期，1938年10月后，历任新四军军部教导总队训练处处长、中国人民抗日军政大学华中总分校训练部部长，山东省参议会参议员，山东省抗日政府工商局局长、山东省抗日政府秘书长兼实业厅厅长。1948年，任华北人民政府财经办事处副主任、中共中央财政经济部秘书长。
1949年后，薛暮桥任政务院财政经济委员会秘书长兼私营企业局局长，中纪委委员。1952年后，任国家计划委员会委员、副主任，国家统计局局长（1952年8月至1958年11月），国家经济委员会副主任，全国物价委员会主任。1975年后，任国家计委顾问兼经济研究所所长，国家经济体制改革委员会顾问，国务院经济研究中心总干事，国务院经济技术社会发展研究中心名誉总干事，国务院发展研究中心名誉主任，中国计划学会会长，中国统计学会会长、名誉会长，中国物价学会名誉会长。他是中国科学院哲学社会科学学部委员。是第一、二、三届全国人大代表，第六届全国人大常委会委员，第六届全国人大财政经济委员会委员；中国人民政治协商会议第五届全国委员会委员。
1979年，薛暮桥发表了系统总结中华人民共和国历史经验的专著《中国社会主义经济问题研究》，成为中国经济体制改革的启蒙教材。针对城乡大批失业和半失业人员的问题，薛暮桥提出社会主义劳动力仍归劳动者自己所有的观点。1980年6月，薛暮桥率先提出，从改革流通制度入手，比从改革分配制度入手更重要。1980年代末，薛暮桥提出中国各地区发展战略应当以全国战略规划为基础，沿海外向型地区的发展战略应与腹地发展战略配合起来研究。1991年，薛暮桥指出应当逐步改用利率政策，尽快学会使用经济手段，运用财政、税收、银行信贷等经济杠杆加强宏观调控，加快建立和完善间接调控体系。
薛暮桥与孙冶方、于光远、马洪等经济学家共同主张市场经济改革，为中国经济发展作出重要贡献。2005年3月，薛暮桥获第一届中国经济学杰出贡献奖。
2005年7月22日，薛暮桥在北京病逝，享年101岁。

## 言论
大跃进时期，曾有一些省的统计局长被省委要求做假账，不服从就要处分，征询薛暮桥意见，薛暮桥回应：“现在只能听省委的话，将来总有一天中央会问你们真实数字，你们仍要做好准备。随时可以把实际数字拿出来。”

## 著作

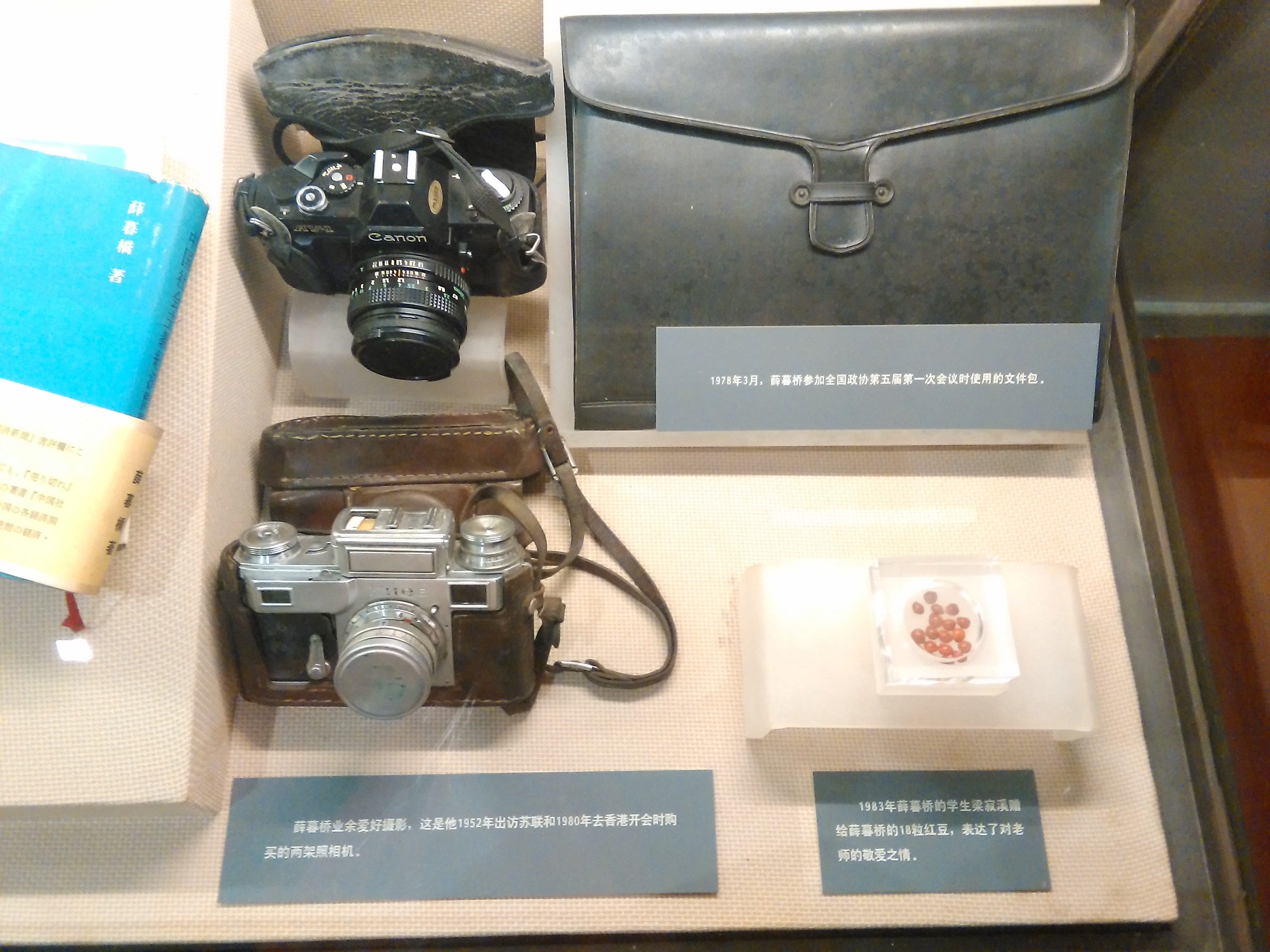
薛暮桥用过的相机，无锡博物院藏

- 《旧中国的农村经济》
- 《农村经济基本知识》
- 《中国农村经济常识》
- 《政治经济学》
- 《思想方法和学习方法》
- 《中国国民经济的社会主义改造》
- 《社会主义经济理论问题》
- 《当前我国经济若干问题》
- 《中国社会主义经济问题研究》
- 《中国农村论文集》
- 《按照客观经济规律管理经济》
- 《改革与理论上的突破》
- 《论中国经济体制改革》
- 《我国物价和货币问题》
- 《薛暮桥经济论文选》
- 《薛暮桥学术精华录》
- 《薛暮桥回忆录》[1][2]

## 相关
- 薛暮桥故居